# BLO Polo Club Rugby
BLO Polo Club Rugby foi uma equipe mista de Polo e de Rugby que disputou o Torneio de Polo nos Jogos Olímpicos de 1900, em Paris, França. Ganhando a medalha de prata.

## Jogadores da equipe.
- Frederick Freake, GBR.[2]
- José de Madre, GBR/ ESP.[3]
- Walter Buckmaster, GBR.[4]
- Walter McCreery, EUA.[5]